# Mühlenteiche im Altkreis Düren
Die Mühlenteiche, wie die Mühlengräben im Altkreis Düren genannt werden, haben eine lange Geschichte. 
Behandelt werden hier die Teiche im Alt-Kreis Düren, wie er vor 1972 bestand, also ohne den alten Kreis Jülich. Nach bisherigen Erkenntnissen geht man davon aus, dass die Mühlenteiche älter als die Stadt Düren sind. Gespeist wurden die Mühlenteiche durch die Rur. Die Mühlenteiche im Altkreis Düren mit ihren zahlreichen Wassermühlen haben wesentlichen Anteil an der wirtschaftlichen Entwicklung im Kreis Düren, denn über viele Jahrhunderte war die Wasserkraft die wichtigste Energiequelle. 

## Teiche am rechten Rurufer
- Der Oberschneidhausener Teich lag im Gebiet der Unterherrschaft Drove. Er wurde etwa 1768 zum Betrieb eines Eisenschneidwerkes angelegt.
- Der Kreuzauer Teich lag im Hoheitsgebiet des Herzogs von Jülich. Eines anschließenden Territoriums wegen musste der Zufluss etwa 100 Meter unterhalb der Schneidhausener Brücke wieder in die Rur münden. Er ist schon 1303 bezeugt. An seinem Unterlauf lag die Papiermühle die aufgegeben wurde, weil der Teich immer wieder in die daneben fließende Rur ausbrach. Das war eine Folge der Senkung des Rurbettes. Die Kosten für die dauernden Befestigungsarbeiten waren nicht mehr tragbar.
- Der Niederauer Teich lag auf dem Gebiete der Unterherrschaft Burgau. Das Wehr des Niederauer Teiches war ständiger Zerstörung ausgesetzt. Als die Strepp’sche Mühle aufgegeben wurde, ergab sich die Möglichkeit, die hohen Unterhaltungskosten einzusparen. Zu diesem Zwecke wurde der untere Teil des Kreuzauer Teiches durch einen neugegrabenen Teich mit dem Niederauer Teich verbunden. Das geschah zu Anfang des 19. Jahrhunderts, als schon längst die alten Hoheitsgrenzen gefallen waren. An dem neuen Teich wurde die Papierfabrik Friedenau errichtet. Da sie im Mühlenverzeichnis von 1830 noch nicht aufgeführt ist, erfolgte die Verbindung der Teiche nach diesem Zeitpunkt.
- Der Dürener Teich lag auch auf dem Gebiet des Herzogs von Jülich. Ursprünglich war er oberhalb Schoellershammer abgeleitet, berührte auf seinem Lauf Düren, Birkesdorf, Köttenich und mündete bei Krauthausen im Kreis Jülich wieder in die Rur. Eine Weiterführung wäre ohne weiteres möglich gewesen, aber bei Niederkrauthausen hörte das Jülicher Amt Düren auf und es schloss sich das Oberamt Jülich an. Daraus ist zu erkennen, dass auch die Grenzen der Ämter eingehalten wurden. Im Oberamt Jülich war dann sofort ein neuer Teich abgeleitet. Ende des 18. Jahrhunderts wurde das Einlaufwehr des Dürener Teiches einige 100 Meter flussaufwärts verlegt (bis oberhalb des Krankenhauses Lendersdorf). An dem neuen Teichstück wurde die „Hoeschmühle“ errichtet. Die Neuanlage war dem Unterherrn zu Burgau nicht genehm.
- Der Krauthausen-Jülicher Mühlenteich ist hier ebenfalls zu nennen, da er entgegen seinem Namen bereits in Selhausen beginnt, welches vor 1972 zum Amt Birkesdorf und damit zum Altkreis Düren gehörte.

## Teiche auf dem linken Rurufer
- Der Untermaubacher Teich lag im Gebiet der Unterherrschaft Maubach.
- Der Hochkoppeler Teich lag ebenfalls im Gebiet der Unterherrschaft Maubach.
- Der Windener Teich lag auf dem Gebiet des Herzogs von Jülich.
- Der Lendersdorfer Mühlenteich lag auf dem Gebiet des Herzogs von Jülich. Er wurde 1342 erstmals erwähnt und er verließ die Rur gegenüber von Kreuzau, floss an Lendersdorf, Gut Boisdorf und Rölsdorf vorbei und berührte Düren am heutigen Stadtpark. Hier war er der Rur am nächsten, um sich dann wieder zu entfernen. An dieser Stelle mündete ehemals der Lendersdorfer Teich in die Rur; denn hier schob sich die Unterherrschaft Gürzenich ein, die selbstverständlich ihren eigenen Teich hatte. Der Unterlauf des Lendersdorfer Teiches wurde mit dem Oberlauf des Gürzenicher Teiches verbunden. Dadurch fielen die hohen Wehrkosten fort. An der neuen Teichstrecke wurde die „Kaysersmühle“ angelegt. Die Verbindung muss früh erfolgt sein, vermutlich in der zweiten Hälfte des 15. Jahrhunderts. Der Teich ist 15 km lang. Bis 1830 waren am Lendersdorfer Mühlenteich noch 21 Mühlen in Betrieb. Im Herbst 2016 wurde die Brücke in der Monschauer Straße erneuert.[1]
- Der Jammerthalsteich, welcher heute nicht mehr existiert, zweigte etwa in Höhe von Gut Boisdorf, etwas flussabwärts, von der Rur ab. Er verlief entlang der heutigen Dr.-Overhues-Allee parallel zur Rur flussabwärts. An diesem Mühlenteich lag zuerst die Fingerhutsmühle[2] (Fingerhutsmühle, Ölmühle, später Teermühle) und dann die Katterbachsmühle[3]. Die Fingerhutsmühle befand sich an der Dr. Overhues Allee, links von der Straße Am Jugendstadion. Die Katterbachs-Mühle (Mehl- und Öl-Mühle) lag zwischen der heutigen Cornetzhofschule und der Rur, nordwestlich des heutigen Seniorenheims. Dieser Teich querte dann die heutige Monschauer Straße in Höhe des Autohauses Ferebauer (Opel), heute Thüllen. Auf der anderen Straßenseite lag an diesem Teich der Jammertalshof/Spitalmühle (Getreidemühle). In einem Bogen Richtung Rur querte dieser Teich vor dem Stadtparkrestaurant die Valencienner Straße. Dann floss er in einem Bogen um das Stadtparkrestaurant durch das Gelände des heutigen Stadtparks und mündete vor der Bismarckbrücke wieder in die Rur. Dieser Mühlenteich und die Mühlen sind auf der zwischen 1801 und 1828 unter Jean Joseph Tranchot durchgeführten Topographische Aufnahme der Rheinlande eingezeichnet. Die Straße In der Mühlenau in Rölsdorf ist ein Hinweis auf diese Mühlen.
- Der Gürzenicher Teich lag auf dem Gebiet der Unterherrschaft Gürzenich. Er trat etwa unterhalb der Bismarckbrücke aus der Rur, floss an Gürzenich vorbei bis Mariaweiler und mündete oberhalb der Eisenbahnbrücke der Ringbahn der Dürener Kreisbahn in die Rur.
- Der Mariaweiler-Merkener Teich lag wieder auf dem Gebiet des Herzogs von Jülich. Er verließ die Rur unmittelbar nach dem Einfluss des Gürzenicher Teiches, durchfloss Mariaweiler, Hoven, Merken und mündete bei Schophoven in die Rur. Hier war die Grenze des Dingstuhles Pier-Merken. Es ist möglich, dass ursprünglich die beiden Teiche zwischen Hoven und Merken geteilt waren; denn es hörte das Amt Nörvenich auf, und die Strecke von Merken bis Schophoven lag im Dingstuhl.